# 폐페스트
폐페스트(Pneumonic plague)는 페스트균에 의해 발생하는 심각한 하기도감염증이다. 발열, 두통, 호흡곤란, 흉통, 기침 등을 증상으로 가진다. 노출 후 3~7일에 증상이 시작된다. 패혈성 페스트, 가래톳페스트와 더불어 세 종류의 페스트 중 하나이다.가래톳페스트 또는 패혈성 페스트 감염 후에 폐렴 형태의 증상이 나타날 수 있다. 폐페스트에 감염된 고양이나 사람에서 나온 비말을 흡입함으로써 감염될 수 있다. 세 종류의 페스트는 그 감염 위치에 따라 구분하는데, 가래톳페스트는 림프절을, 패혈증 페스트는 혈액을 감염시킨다. 따라서 혈액, 가래, 림프절의 액체를 검사함으로써 어떤 종류의 페스트인지 진단할 수 있다.백신이 개발되고 있긴 하나 대부분의 나라에서 아직 상용화되지 않았다. 감염된 설치류, 사람 또는 고양이와의 접촉을 피함으로써 예방할 수 있다. 환자들을 따로 격리하는 것이 권장된다. 항생제로 치료할 수 있다.현재는 아프리카, 아메리카, 아시아의 설치류에서 존재한다. 폐렴성 전염병은 가래톳페스트보다 더 심각한 반면 감염사례는 드물게 관찰된다. 2013년 세 종류를 모두 합쳐서 총 783명의 페스트 환자만 나타났다. 폐페스트는 치료하지 않을 경우 거의 전부가 사망한다. 일부 학자들은 1300년대에 대략 5천만 명의 사망자를 낸 페스트가 폐페스트였을 것이라고 추측한다.

## 증상
가장 분명한 증상은 기침으로, 객혈이 주로 나타난다. 감염 초기에는 발열, 두통, 허약이 난 뒤 급속도로 폐렴이 발달하여 호흡곤란, 가슴통증, 기침이 나타난다. 피 섞인 가래를 동반하기도 한다.

## 원인
비말형태의 페스트균을 흡입하여 바로 발생하거나, 패혈성 페스트에 감염된 혈류가 폐 조직으로 전파되어 발생한다. 매개체가 필요한 가래톳페스트와는 달리 사람간 전염도 발생한다. 감염된 동물의 일부를 다루는 경우 발생하기도 한다. 가래톳페스트, 패혈성 페스트와 함께 흑사병으로도 알려져 있었다.

## 치료
매우 치명적인 증세를 나타내어 조기에 치료가 필요하다. 첫 증상이 나타난 후 24시간 이내에 항생제를 투여해야 사망 위험을 줄일 수 있다. 스트렙토마이신, 젠타마이신, 테트라시클린, 클로람페니콜이 페스트균을 죽일 수 있다. 밀접 접촉자에게 7일간 항생제를 투여함으로써 질병이 심각하게 진행되는 것을 막을 수 있다. 밀착형 수술용 마스크를 착용하면 전염을 막을 수 있다. 치료하지 않을 경우 사망률은 100%에 육박한다.

## 역학
2002년 이후로 세계보건기구(WHO)가 공식적으로 인정한 페스트 집단발병 사례만 총 7번이 발생했는데, 실제 발생한 사례는 더 많을 것으로 추정된다. 1998년에서 2009년까지 아프리카, 아시아, 아메리카, 동유럽에서 약 2,000명의 사망자를 포함하여 거의 24,000명의 감염자가 보고되었다. 감염의 98%가 아프리카에서 발생하였다.
1910년에서 1911년 사이에는 만주에서 집단발병이 나타나 6만명의 사람을 죽였다. 청나라는 질병 통제를 위해 우롄더(오연덕)을 임명하였는데, 그는 이 질병이 공기를 통해 전염된다는 사실을 발견하여 호흡용 보호구의 보급을 추진했다. 1920년에서 1921년 사이에는 2차 페스트 유행이 발생해 9,300명이 사망했다.

## 같이 보기
- 만주 페스트
- 가래톳페스트
- 패혈성 페스트